# Estadio Şenol Güneş
El Estadio Şenol Güneş es un estadio multipropósito ubicado en la ciudad de Trebisonda, Turquía. Se encuentra en el complejo Akyazi, el destino deportivo / de ocio más grande de la ciudad, construido en 795 000 metros cuadrados de terreno creado artificialmente a pocos metros de la costa del mar Negro. El recinto es propiedad del club Trabzonspor equipo de la Superliga de Turquía y debe su nombre a Şenol Güneş exjugador y entrenador del club. El estadio reemplaza al Estadio Hüseyin Avni Aker construido en 1951. Su capacidad llega a los 40 782 espectadores.
El estadio fue inaugurado el 18 de diciembre de 2016 en una ceremonia a la que asistió entre otros el presidente de la república Recep Tayyip Erdoğan y el emir de Catar Tamim bin Hamad Al Thani, seguido de un partido amistoso entre jugadores históricos del club. El primer partido oficial en el estadio tuvo lugar el 29 de enero de 2017 entre el cuadro local Trabzonspor y Gaziantepspor, el juego finalizó con victoria local por 4-0.

## Galería de fotos

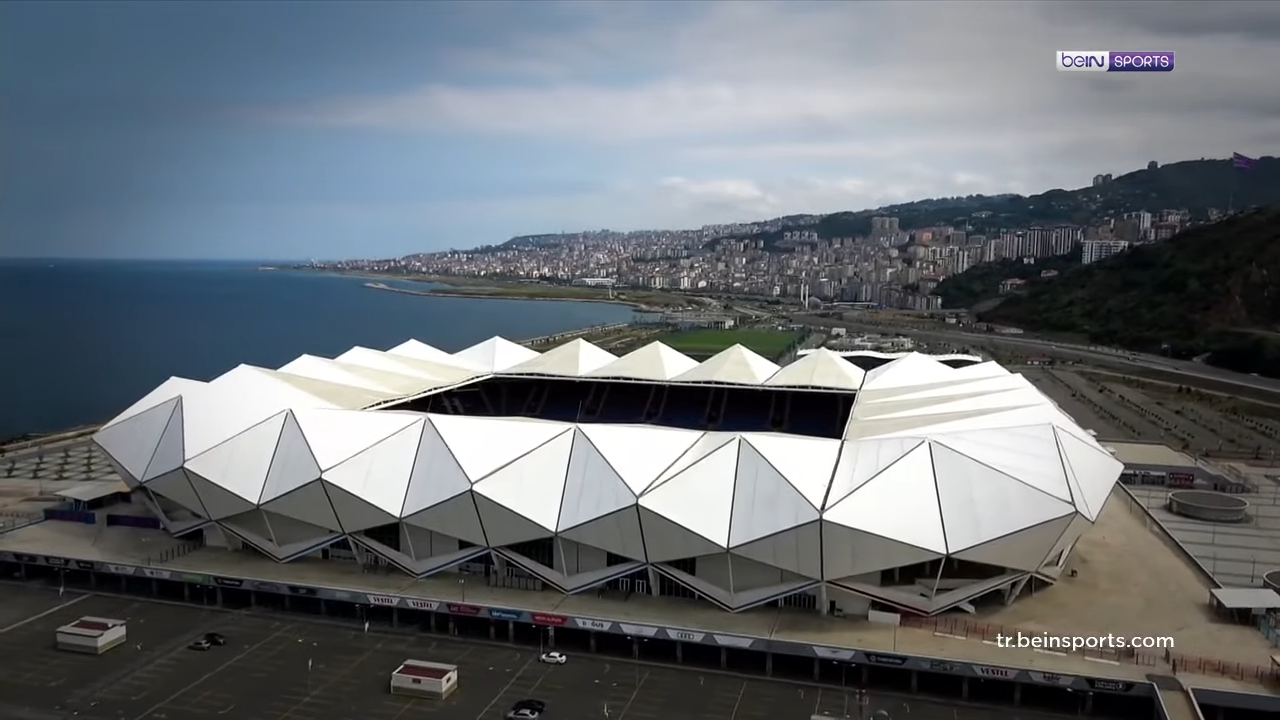
Exterior del estadio.
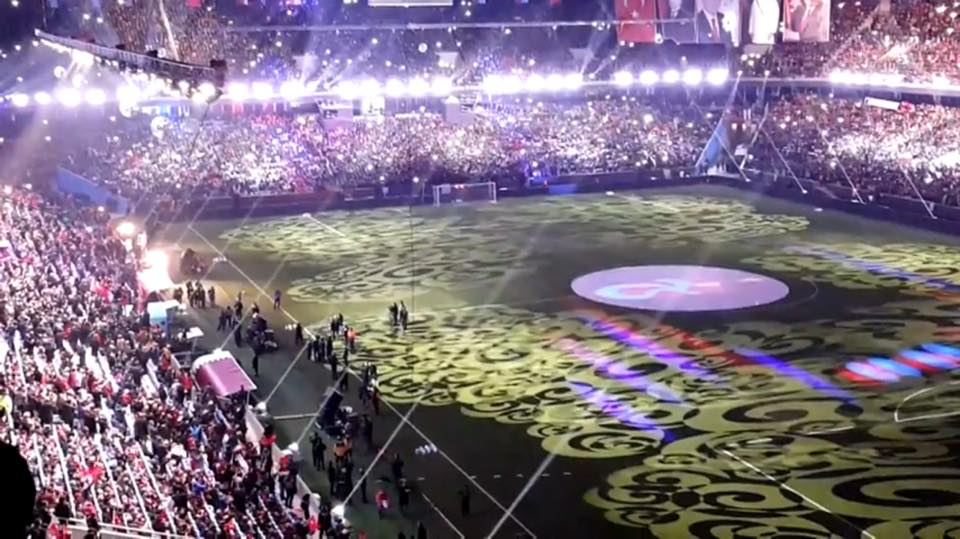
Ceremonia de inauguración en 2016.
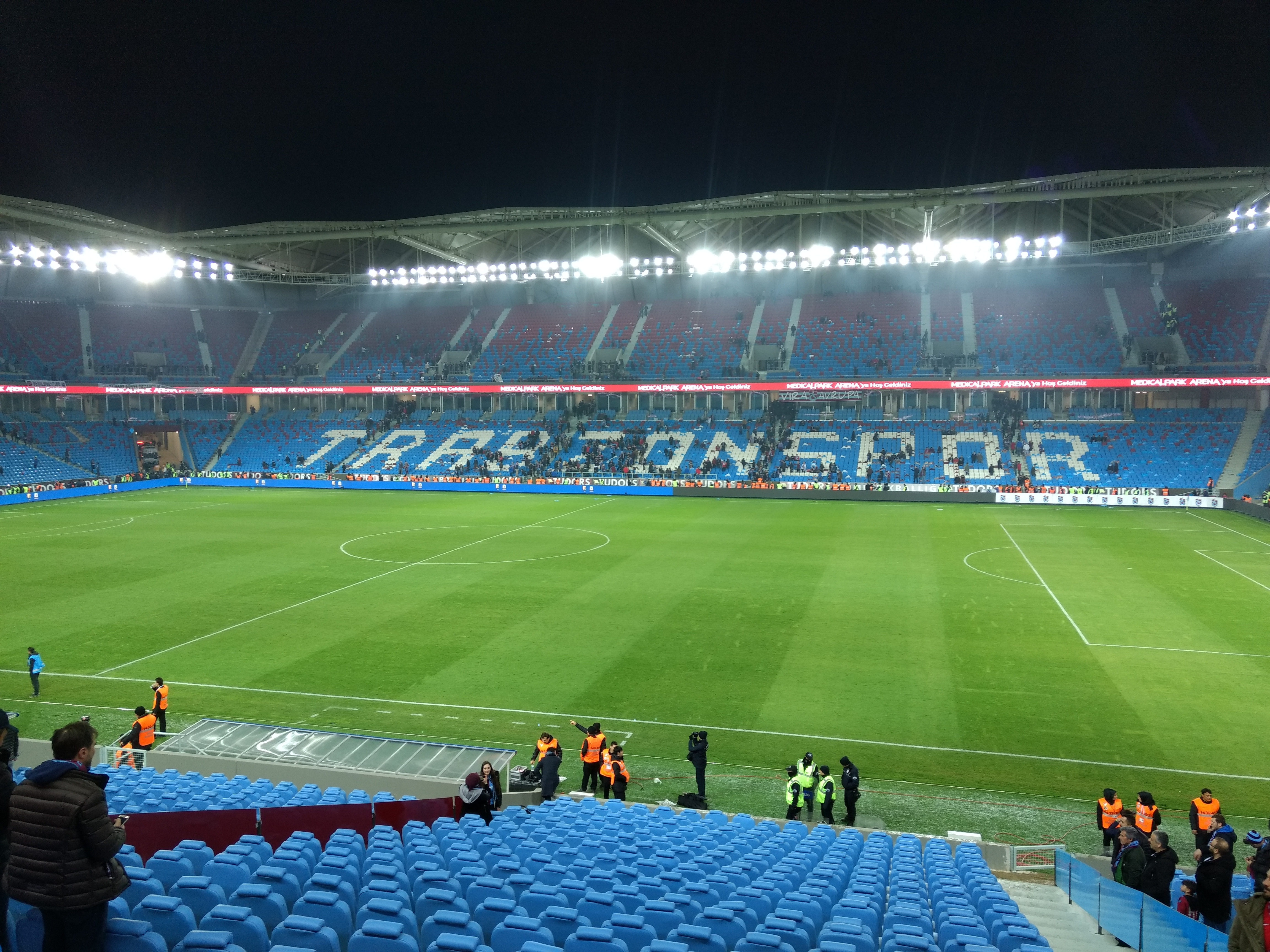
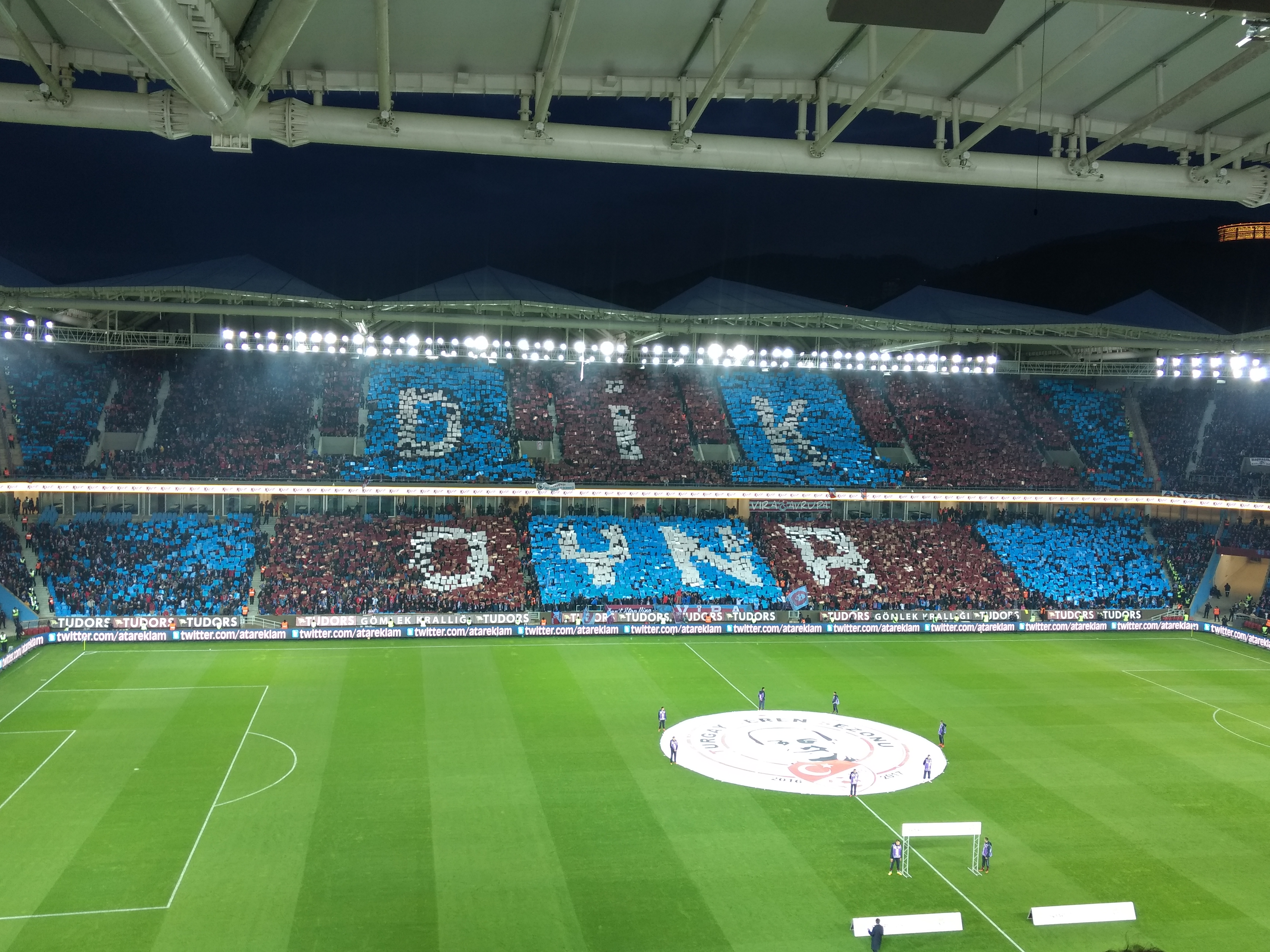
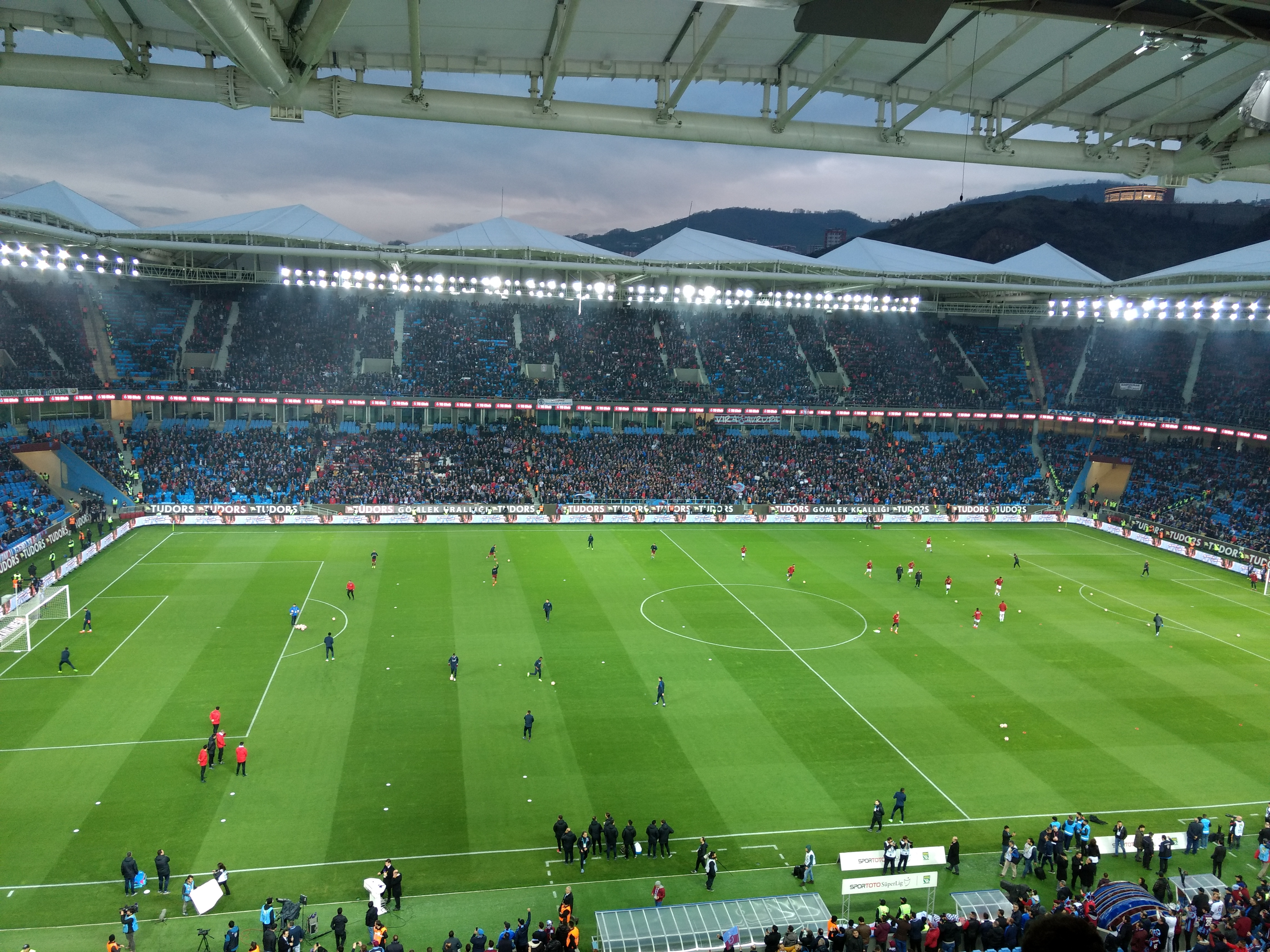

## Instalaciones
El estadio fue diseñado por la empresa alemana ASP Architekten Stuttgart y las obras fueron dirigidas por el arquitecto turco Faruk Kanca.
Además del estadio el complejo deportivo tiene un pabellón deportivo y una pista de tenis para 3 000 espectadores cada uno y en cuanto a construcciones no deportivas hay zonas para hoteles, restaurantes e instalaciones de ocio, así como un centro de exposiciones con sala de congresos, un parque empresarial y una estación de tren y autobús.
Las características clave del diseño del estadio son su integración en el paisaje y su caparazón cristalino. La estructura para el estadio consta de una estructura modular plegable que se recubre con una membrana translúcida. El cuerpo del estadio encaja perfectamente con el paisaje montañoso de Trebisonda.

## Nombre oficial en competiciones europeas
El nombre del estadio rinde homenaje a Şenol Güneş, exfutbolista y entrenador de fútbol turco, considerado uno de los mayores ídolos del Trabzonspor, donde jugó como portero de 1975 a 1987, en la que se consideró la fase dorada del club, disputando un total de 487 partidos oficiales hasta su retirada a los 35 años.

## Nombres anteriores
El estadio se iba a llamar Estadio Şenol Güneş Spor Kompleksim, pero por razones de patrocinio desde su inauguración se denominó Medical Park Arena que mantuvo hasta el año 2017 cuando el presidente Erdogan ordenó retirar la palabra "arena" de todos los complejos deportivos del país. Desde ese momento y hasta la actualidad el nombre oficial es Medical Park Stadyumu, salvo en competiciones internacionales en las que no está permitido llamar al estadio con el nombre del patrocinador. En estos casos es denominado Estadio Şenol Güneş Spor Kompleksi, que es como se iba a llamar en un principio y es el nombre como es conocido este nuevo estadio.
Desde 2023 el estadio se llama Papara Park Stadyumu.

## Aforo
| Fecha                   | Capacidad | Remodelación                       | Especificaciones |
| ----------------------- | --------- | ---------------------------------- | ---------------- |
| 18 de diciembre de 2016 | 41 461    | Inauguración del estadio           |                  |
| Desconocida             | 40 782    | Se reduce la capacidad del estadio |                  |